# Ian Cole
Ian Douglas Cole, född 21 februari 1989, är en amerikansk professionell ishockeyspelare (back) som spelar för Utah Mammoth i National Hockey League (NHL). Cole vann Stanley Cup med Pittsburgh Penguins 2016 och 2017.

## Klubbkarriär

### College
Cole gick med i University of Notre Dames Notre Dame Fighting Irish 2007 efter ha spelat med USA Hockey National Team Development Program mellan 2005 och 2007. Cole spelade med Notre Dame från säsongen 2007-08 till säsongen 2009-10 och avslutade collegekarriären med 69 poäng på 111 matcher.

### NHL

#### St. Louis Blues
Cole draftades i första rundan i 2007 års draft av St. Louis Blues som 18:e spelare totalt.
Han skrev på ett rookiekontrakt för Blues under 2010 och avslutade säsongen med Peoria Rivermen i AHL. Han gjorde sin NHL-debut den 6 november 2010 med Blues, och gjorde sitt första mål mot Columbus Blue Jackets den 9 mars 2011.

#### Pittsburgh Penguins
Han blev tradad till Pittsburgh Penguins den 2 mars 2015 i utbyte mot Robert Bortuzzo och ett draftval i sjunde rundan 2016.
29  juni samma år skrev han på en treårig kontraktsförlängning med Penguins värt 6,3 miljoner dollar. Följande säsong stod Cole för 12 assist på 70 matcher och i slutspelet 2016 gjorde han sitt första slutspelsmål mot Martin Jones i San Jose Sharks i match fyra i Stanley Cup-finalen, som Penguins sedermera vann.
Hans bästa säsong dittills kom under 2016-17, då han samlade ihop 26 poäng på 81 matcher. Han gjorde också 22 poäng på 25 slutspelsmatcher när Penguins försvarade sin Stanley Cup-titel.

#### Ottawa Senators
23 februari 2018 blev han, tillsammans med Filip Gustavsson, ett draftval i första rundan 2018 och ett draftval i tredje rundan 2019, tradad av Penguins till Ottawa Senators i utbyte mot Derrick Brassard, Vincent Dunn och ett draftval i tredje rundan 2018.

#### Columbus Blue Jackets
Senators tradade honom 26 februari, tre dagar efter de tradade till sig honom, till Columbus Blue Jackets i utbyte mot Nick Moutrey och ett draftval i tredje rundan 2020.

#### Colorado Avalanche
Cole skrev den 1 juli 2018 på ett treårskontrakt värt 12,75 miljoner dollar med Colorado Avalanche.

#### Minnesota Wild
19 januari 2021 trejdades Cole till Minnesota Wild i utbyte för Greg Pateryn.

#### Carolina Hurricanes
Han skrev på ett ettårskontrakt värt 2,9 miljoner dollar med Carolina Hurricanes den 28 juli 2021.

#### Tampa Bay Lightning
Den 13 juli 2022 skrev han på ett ettårskontrakt med Tampa Bay Lightning värt 3 miljoner dollar.

## Statistik

### Klubbkarriär
| 2005–06    | Team USA              | NAHL       | 40  | 2  | 8   | 10  | 75  | —   | — | —  | —  | —  |
| 2006–07    | Team USA              | NAHL       | 16  | 2  | 7   | 9   | 28  | —   | — | —  | —  | —  |
| 2007–08    | Notre Dame            | CCHA       | 43  | 8  | 12  | 20  | 40  | —   | — | —  | —  | —  |
| 2008–09    | Notre Dame            | CCHA       | 38  | 6  | 20  | 26  | 58  | —   | — | —  | —  | —  |
| 2009–10    | Notre Dame            | CCHA       | 30  | 3  | 19  | 22  | 55  | —   | — | —  | —  | —  |
| 2009–10    | Peoria Rivermen       | AHL        | 9   | 1  | 4   | 5   | 4   | —   | — | —  | —  | —  |
| 2010–11    | Peoria Rivermen       | AHL        | 44  | 5  | 10  | 15  | 63  | —   | — | —  | —  | —  |
| 2010–11    | St. Louis Blues       | NHL        | 26  | 1  | 3   | 4   | 35  | —   | — | —  | —  | —  |
| 2011–12    | Peoria Rivermen       | AHL        | 22  | 1  | 3   | 4   | 26  | —   | — | —  | —  | —  |
| 2011–12    | St. Louis Blues       | NHL        | 26  | 1  | 5   | 6   | 22  | 2   | 0 | 0  | 0  | 0  |
| 2012–13    | Peoria Rivermen       | AHL        | 34  | 3  | 11  | 14  | 43  | —   | — | —  | —  | —  |
| 2012–13    | St. Louis Blues       | NHL        | 15  | 0  | 1   | 1   | 10  | —   | — | —  | —  | —  |
| 2013–14    | St. Louis Blues       | NHL        | 46  | 3  | 8   | 11  | 31  | —   | — | —  | —  | —  |
| 2014–15    | St. Louis Blues       | NHL        | 54  | 4  | 5   | 9   | 44  | —   | — | —  | —  | —  |
| 2014–15    | Pittsburgh Penguins   | NHL        | 20  | 1  | 7   | 8   | 7   | 5   | 0 | 2  | 2  | 8  |
| 2015–16    | Pittsburgh Penguins   | NHL        | 70  | 0  | 12  | 12  | 59  | 24  | 1 | 2  | 3  | 14 |
| 2016–17    | Pittsburgh Penguins   | NHL        | 81  | 5  | 21  | 26  | 72  | 25  | 0 | 9  | 9  | 22 |
| 2017–18    | Pittsburgh Penguins   | NHL        | 47  | 3  | 10  | 13  | 52  | —   | — | —  | —  | —  |
| 2017–18    | Columbus Blue Jackets | NHL        | 20  | 2  | 5   | 7   | 24  | 6   | 0 | 3  | 3  | 2  |
| 2018–19    | Colorado Avalanche    | NHL        | 71  | 2  | 13  | 15  | 115 | 12  | 0 | 5  | 5  | 16 |
| 2019–20    | Colorado Avalanche    | NHL        | 65  | 4  | 22  | 26  | 36  | 15  | 0 | 2  | 2  | 10 |
| 2020–21    | Colorado Avalanche    | NHL        | 2   | 0  | 0   | 0   | 0   | —   | — | —  | —  | —  |
| 2020–21    | Minnesota Wild        | NHL        | 52  | 1  | 7   | 8   | 32  | 7   | 0 | 0  | 0  | 6  |
| 2021–22    | Carolina Hurricanes   | NHL        | 75  | 2  | 17  | 19  | 83  | 14  | 1 | 1  | 2  | 10 |
| 2022–23    | Tampa Bay Lightning   | NHL        | 78  | 3  | 14  | 17  | 61  | 6   | 1 | 2  | 3  | 4  |
| 2023–24    | Vancouver Canucks     | NHL        | 78  | 2  | 9   | 11  | 61  | 13  | 0 | 2  | 2  | 6  |
| NHL totalt | NHL totalt            | NHL totalt | 826 | 34 | 159 | 193 | 744 | 129 | 3 | 28 | 31 | 98 |

### Internationellt
| År            | Lag           | Turnering     | Resultat      |    | Matcher | Mål | Assist | Poäng | Utv |
| ------------- | ------------- | ------------- | ------------- | -- | ------- | --- | ------ | ----- | --- |
| 2006          | USA           | U17           | 2             | 6  | 0       | 1   | 1      | 4     |     |
| 2007          | USA           | JVM           | 3             | 7  | 4       | 1   | 5      | 6     |     |
| 2008          | USA           | JVM           | 4:a           | 6  | 0       | 0   | 0      | 6     |     |
| 2009          | USA           | JVM           | 5:a           | 6  | 2       | 2   | 4      | 4     |     |
| Junior totalt | Junior totalt | Junior totalt | Junior totalt | 25 | 6       | 4   | 10     | 20    |     |